# جبل آماغي
جبل آماغي (باليابانية: 天城山) كما يُعرف أيضاً باسم سلسلة جبال آماغي (天城連山) هو سلسلة من الجبال البركانية الواقعة وسط شبه جزيرة إزو بمحافظة شيزوكا اليابانية. وتُشكّل الحدود بين مدينة إزو وبلدة هيغاشيزو.
يوجد في جبال آماغي عدة قمم وأعلاها ارتفاعاً هو قمة «بانزابوروداكه» (万三郎岳) حيث يبلغ ارتفاعها 1,406 متر (4,613 قدم)، وقمة «بانجيروداكه» (万二郎岳) والتي يبلغ ارتفاعها 1,300 متر (4,300 قدم)، بالإضافة إلى قمة «توغاساياما» (遠笠山) بارتفاع 1,197 متر (3,927 قدم).
ثمة عدة طرق للحركلة وصولاً للأعلى. ومن الأنواع النباتية المنتشرة في المنطقة هناك الردندرة والبيريس الياباني والزان المفرض.
سُميّت العديد من سفن البحرية الإمبراطورية اليابانية نسبةً إليه ومنها قرويطة وطراد معركة وحاملة طائرات.
جبل آماغي مُدرج في كتاب «أشهر 100 جبل في اليابان» (1964) من تأليف كيويا فوكادا.

## معرض الصور

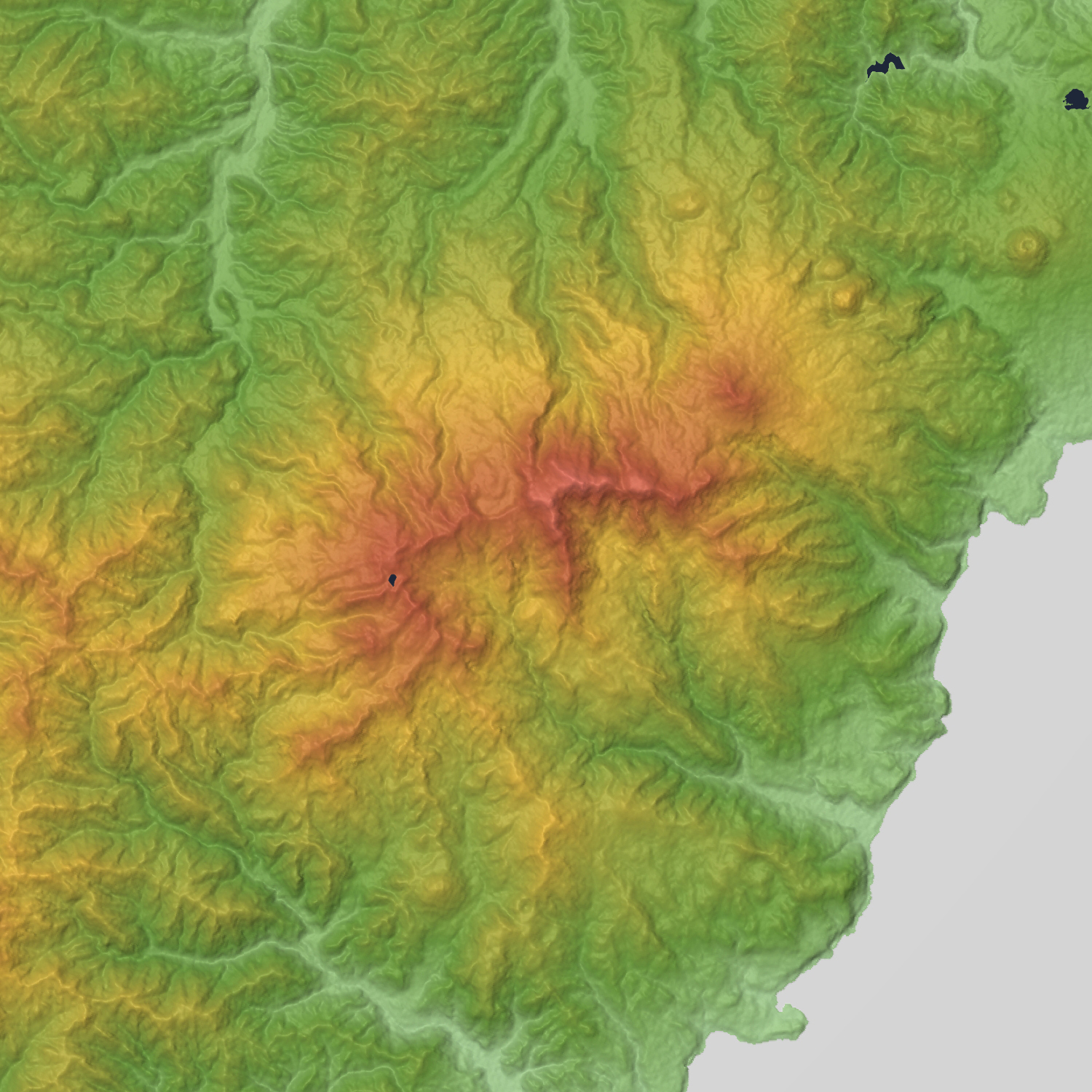
خريطة طبيعية تبين التضاريس عند بركان آماغي
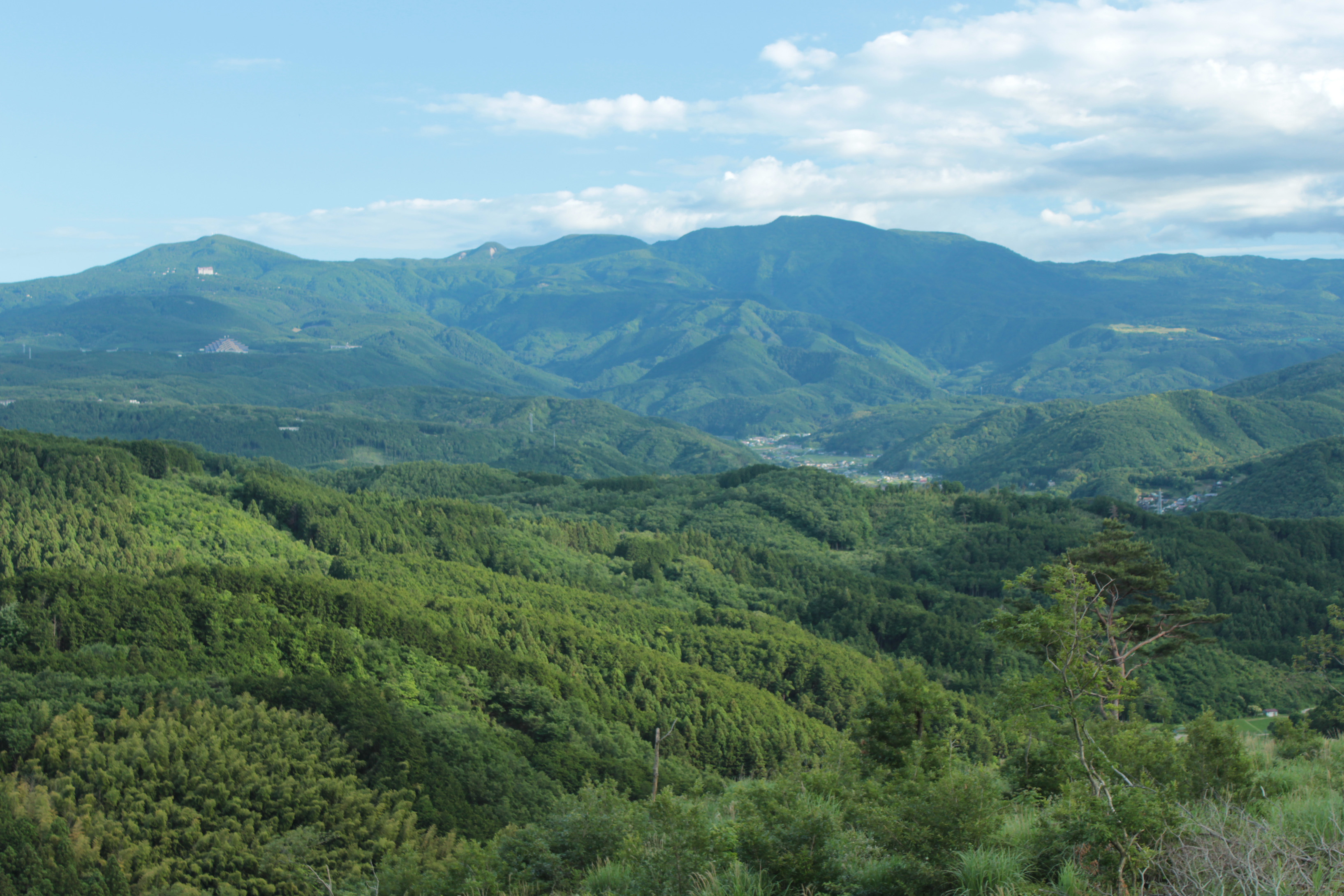
منظر من جهة الشمال
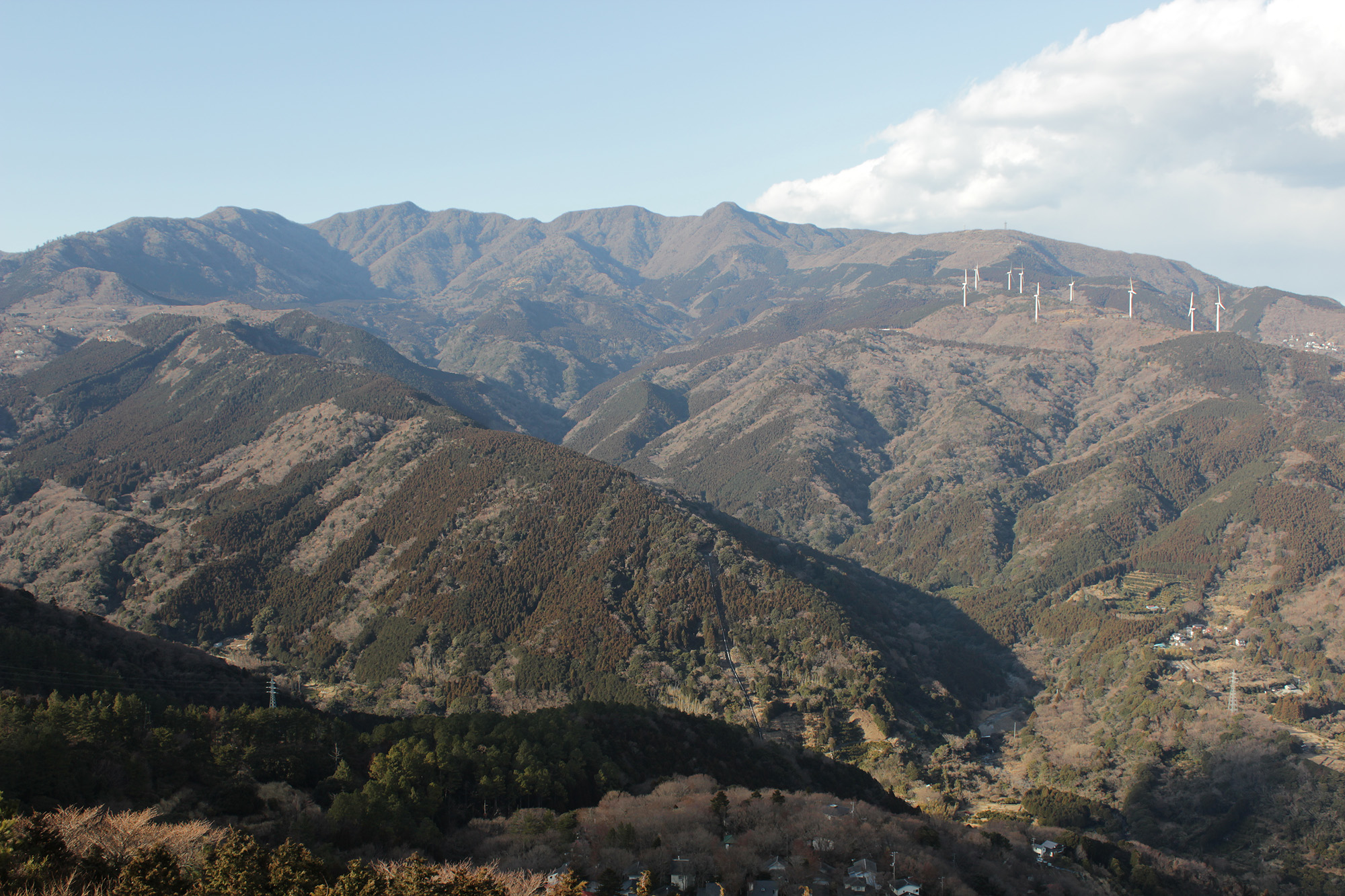
منظر من جهة الجنوب
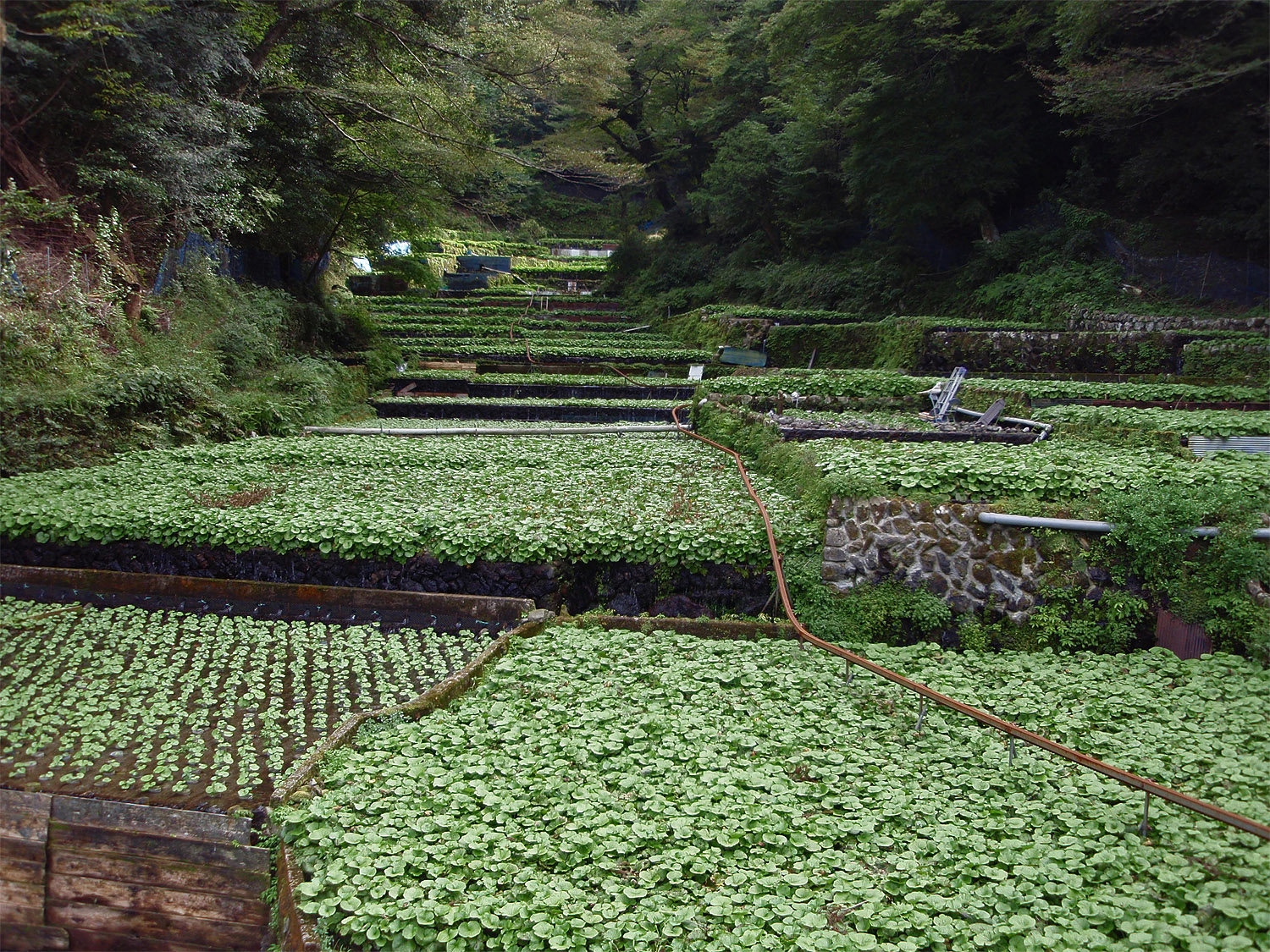
يشتهر جبل آماغي بإنتاج الوسابي.

## وصلات خارجية
- «جبل آماغي» - الماسح الجيولوجي الياباني (باليابانية وبالإنجليزية)
- كُتيِّب سياحي - مدينة إزو (بالإنجليزية)
- خريطة حركلة - مدينة إزو (باليابانية)